# Xiphentedon
Xiphentedon is een geslacht van vliesvleugeligen uit de familie Eulophidae. De wetenschappelijke naam van dit geslacht is voor het eerst geldig gepubliceerd in 1957 door Risbec.

## Soorten
Het geslacht Xiphentedon is monotypisch en omvat slechts de volgende soort:
- Xiphentedon kayovei Risbec, 1957